# Einsatzflottille 1

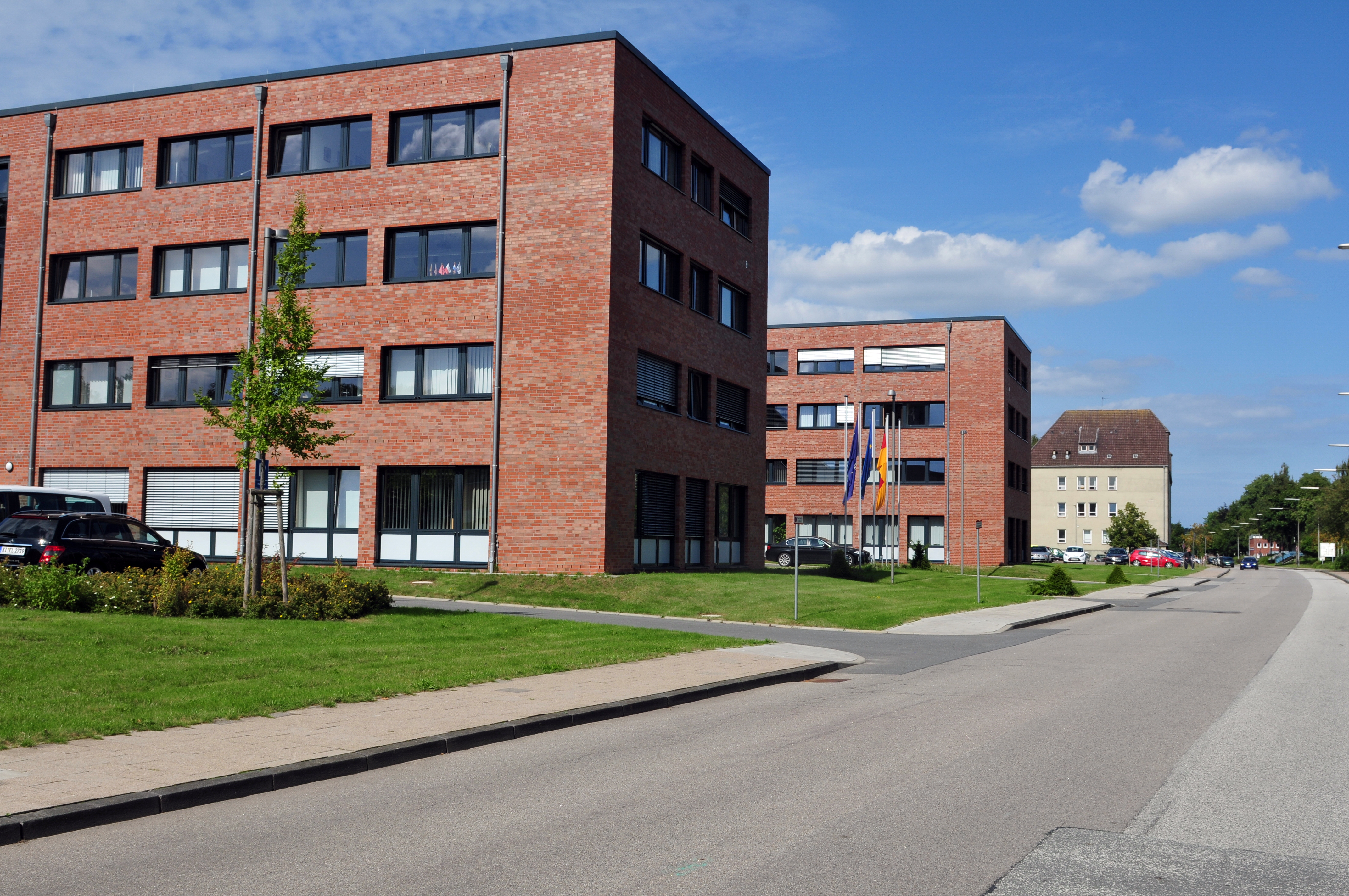
Stabsgebäude der Einsatzflottille 1

Die Einsatzflottille 1 (EinsFltl 1 oder auch EF 1) ist neben der Einsatzflottille 2 und dem Marinefliegerkommando einer der drei Großverbände der Deutschen Marine auf Brigadeebene. Die EF 1 ist dem Abteilungsleiter Einsatz im Marinekommando in Rostock unterstellt. Führung und Stab der Einsatzflottille 1 haben ihren Sitz als Kommandobehörde in Kiel.

## Geschichte
Die EF 1 wurde am 29. Juni 2006 im Rahmen einer größeren Reorganisation der Flotte aufgestellt. In ihr sind die Schnellbootflottille, die Ubootflottille und die Flottille der Minenstreitkräfte aufgegangen. Sie umfasste ursprünglich unter anderem alle Schnellboote, Minenabwehrfahrzeuge und U-Boote der Deutschen Marine. In den Verband wurden ab dem Jahr 2008 die fünf neuen Korvetten der Braunschweig-Klasse (K 130) integriert. Im Jahr 2012 wurden der EF 1 die an der Ostsee gelegenen Marinestützpunkte unterstellt. Am 27. September 2016 wurde in Kiel das 5. Minensuchgeschwader außer Dienst und das Unterstützungsgeschwader in Dienst gestellt.
Am 16. November 2016 wurde das 7. Schnellbootgeschwader in Warnemünde außer Dienst gestellt.

## Aufgaben
Die Hauptaufgabe der EF 1 besteht darin, maritime Fähigkeiten der Bundeswehr für küstennahe Operationen zur Verfügung zu stellen („Force Provider“). Zu den Aufgaben des Flottillenstabes gehört auch das Führen von Marineverbänden in See. Dafür ist ihm ein Einsatzstab für die Führung von taktischen Verbänden eingegliedert worden. So hat der damalige Kommandeur EF 1, Flottillenadmiral Thomas Jugel, zeitweise den Marineeinsatz der Europäischen Union „Atalanta“ im Indischen Ozean geführt.
Zusätzlich ist der Kommandeur EF 1 Direktor des NATO-akkreditierten Expertenzentrums für Operationen in Randmeeren und Küstengewässern (Centre of Excellence for Operations in Confined and Shallow Waters, COE CSW).

## Verbände und Einheiten
Führung und Stab der Einsatzflottille 1 befinden sich in Kiel. Dem Kommandeur unterstehen folgende Verbände:
- 1. Korvettengeschwader (1. KorvGschw) in Rostock-Hohe Düne
  - 5 Korvetten (zukünftig 10)[6] der Braunschweig-Klasse (Klasse 130)
- 3. Minensuchgeschwader  (3. MSG) in Kiel
  - 8 Minenjagdboote der Frankenthal-Klasse (Klasse 332)
  - 2 Minentauchereinsatzboote der Frankenthal-Klasse (Klasse 332B) – Einsatz beim Seebataillon
  - 2 Hohlstablenkboote der Ensdorf-Klasse (Klasse 352)
- Unterstützungsgeschwader (UstgGeschw) in Kiel
  - 5 Tender der Elbe-Klasse (Klasse 404)
- 1. Ubootgeschwader (1. UG) in Eckernförde
  - 6 U-Boote der Klasse 212 A
  - 3 Flottendienstboote der Oste-Klasse
  - 1 Tender der Elbe-Klasse
  - Ausbildungszentrum Uboote
- Seebataillon (SeeBtl) in Eckernförde
- Kommando Spezialkräfte der Marine (KSM) in Eckernförde
- Marinestützpunktkommando Eckernförde
- Marinestützpunktkommando Kiel
- Marinestützpunktkommando Warnemünde

Einheiten der Einsatzflottille 1
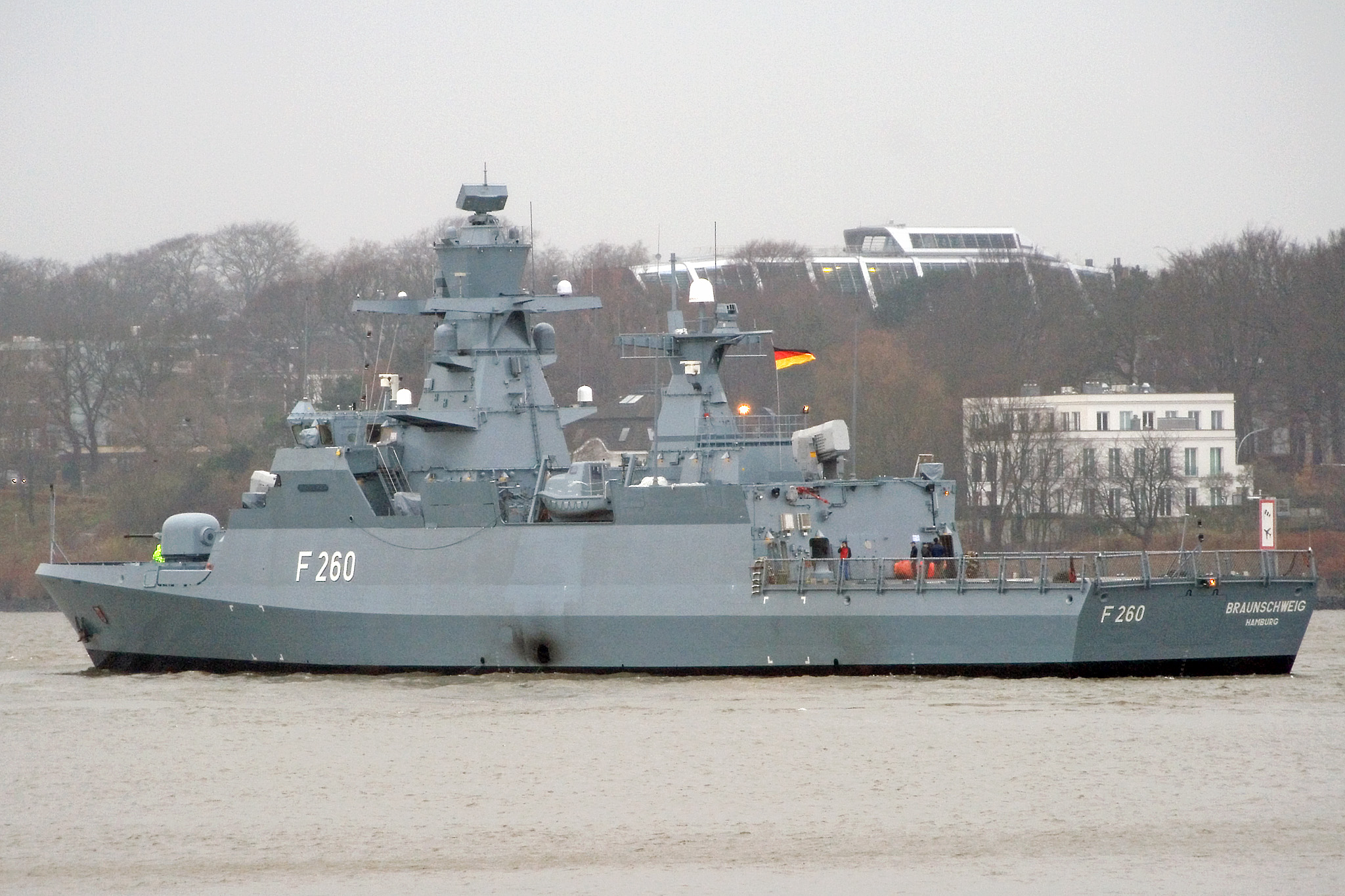
Korvette Braunschweig, Korvette der Braunschweig-Klasse (Typschiff)
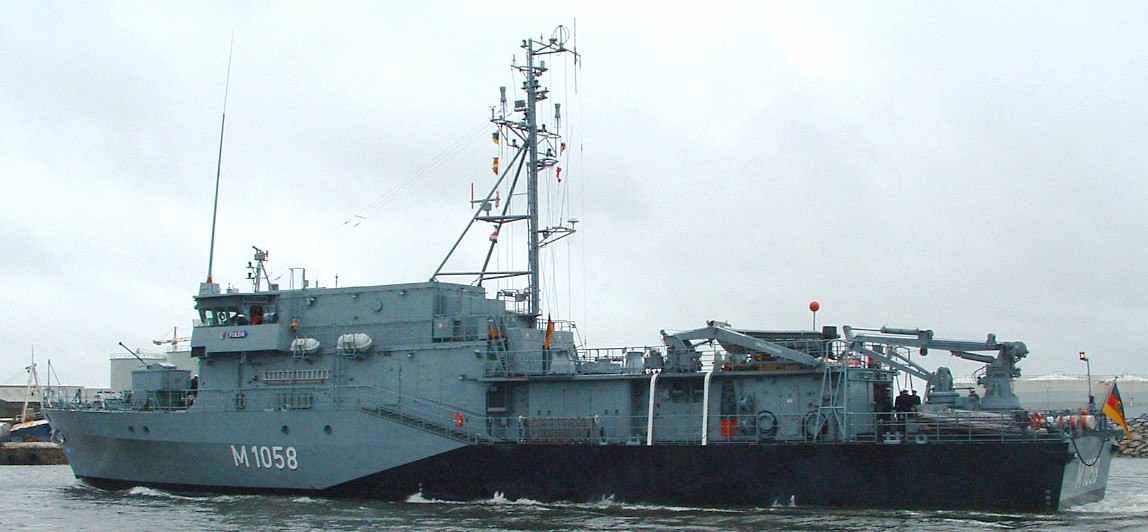
„Fulda“, Minenjagdboot der Frankenthal-Klasse
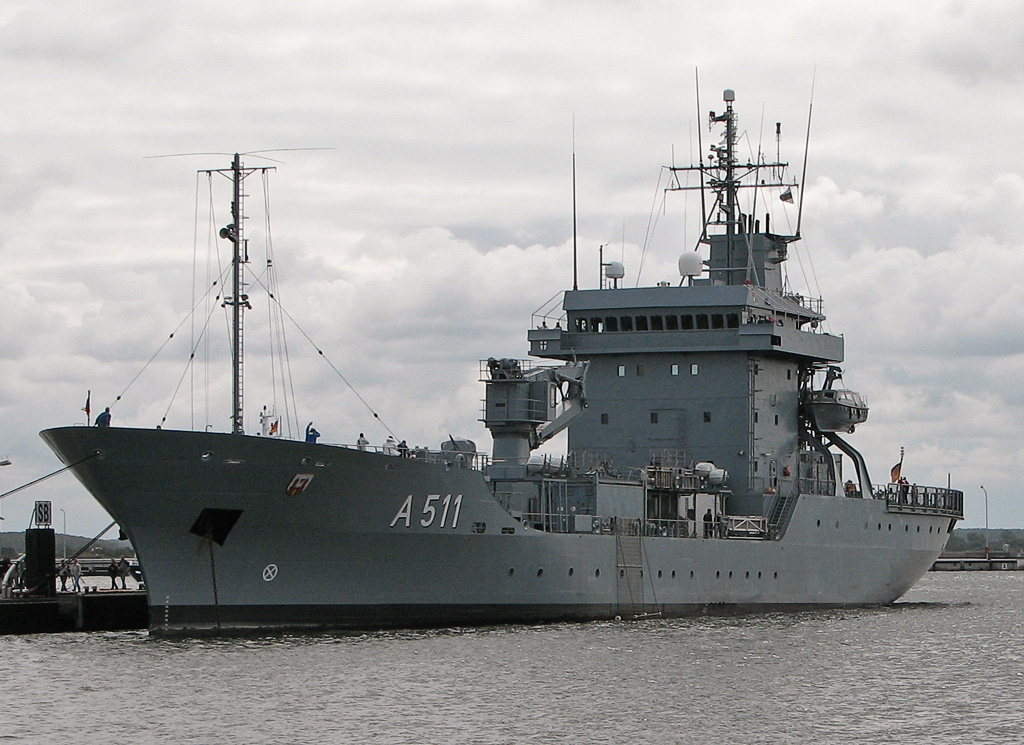
„Elbe“, Typschiff der Klasse 404
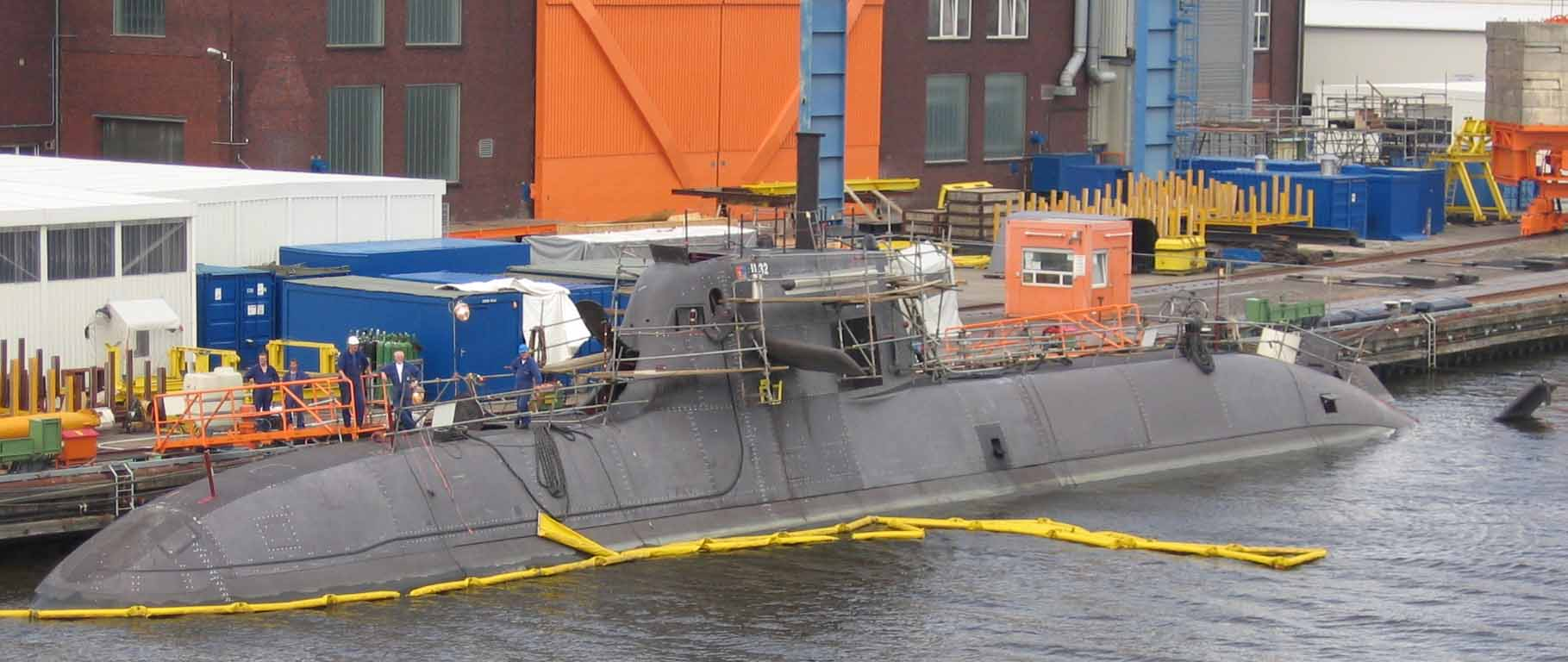
U 32, Uboot der Klasse 212 A vor der Indienststellung im Hafen von Emden

## Kommandeure
| Nr. | Name                                      | Beginn der Amtszeit | Ende der Amtszeit |
| --- | ----------------------------------------- | ------------------- | ----------------- |
| 9.  | Flottillenadmiral Christian Walter Meyer  | 15. Nov. 2024       |                   |
| 8.  | Flottillenadmiral Sascha Helge Rackwitz   | 1. Jan. 2023        | 15. Nov. 2024     |
| 7.  | Flottillenadmiral Henning Faltin          | 15. Sep. 2021       | 31. Dez. 2022     |
| 6.  | Flottillenadmiral Christian Bock          | 19. Apr. 2018       | 15. Sep. 2021     |
| 5.  | Flottillenadmiral Jan Christian Kaack (1) | 24. Apr. 2015       | 19. Apr. 2018     |
| 4.  | Flottillenadmiral Jean Martens            | 1. Mai 2013         | 24. Apr. 2015     |
| 3.  | Flottillenadmiral Thomas Jugel            | 1. Apr. 2010        | 30. Apr. 2013     |
| 2.  | Flottillenadmiral Rainer Brinkmann        | 1. Okt. 2008        | 31. März 2010     |
| 1.  | Flottillenadmiral Andreas Krause (1)      | 29. Juni 2006       | 30. Sep. 2008     |